# Pervomajský rajón
Pervomajský rajón (ukrajinsky Первомайський район) je rajón v Mykolajivské oblasti na Ukrajině. Hlavním městem je Pervomajsk a rajón má přibližně 152 tisíc obyvatel. 